# Danny Silva
Danny Silva (* 24. Juli 1973 in Perth Amboy, Vereinigte Staaten) ist ein ehemaliger portugiesischer Skilangläufer und Biathlet.
Danny Silva ist Englischlehrer und lebt in Almeirim. Er bestritt im Januar 2004 in Candanchú mit einem Langlauf-Sprint sein erstes FIS-Rennen. Nach weiteren Einsätzen hatte er im Jahr darauf in Oberstdorf seinen ersten Einsatz bei Nordischen Skiweltmeisterschaften. Im Rennen über 15 Kilometer Freistil wurde er 119., 88. im Sprint und im 50-Kilometer-Rennen kam er nicht ins Ziel. Bei den Olympischen Winterspielen 2006 von Turin startete Silva bei den Langlaufwettkämpfen von Pragelato Plan im Rennen über 15 Kilometer im Klassischen Stil und wurde dort 93. Er war der Einzige Starter Portugals bei diesen Olympischen Spielen und der erste portugiesische Teilnehmer seit 1998. Nächstes Großereignis wurden die Nordischen Skiweltmeisterschaften in Sapporo. Im Sprint lief er auf den 77. Platz, das Rennen über 30 Kilometer lief der Portugiese nicht zu Ende. Im Sommer 2007 nahm er an den Sommerbiathlon-Weltmeisterschaften in Otepää teil und wurde dort 32. im Crosslauf-Sprintwettbewerb. Auch 2009 nahm Silva an den Nordischen Skiweltmeisterschaften teil. Bei den Welttitelkämpfen in Liberec wurde er 130. des Sprints, über 30 Kilometer kam er wieder nicht ins Ziel. Auch bei den Olympischen Winterspielen 2010 nahm er als einziger Teilnehmer Portugals teil. Im 15-Kilometer-Freistil belegte er Platz 95. Dies war seine letzte Teilnahme an einem internationalen Wettbewerb.